# Ruby Dediya
Ruby Dediya, po mężu Ruby Thoma (ur. w 1949 w Nauru) – nauruańska polityk.
Urodziła się i wychowała na Nauru. Jej matka nie chciała, aby Ruby wybrała karierę polityczną; pesymistyczne nastawienie do Ruby miała również jej ciotka, która twierdziła, że reprezentantem rodziny w parlamencie powinien być mężczyzna, a nie kobieta.
Wyższe studia podjęła za granicą. Początkowo uczyła się w Sale w szkole Church of England Grammar School. Już wtedy zaczęła występować publicznie; dowodem tego było m.in. członkostwo w szkolnym klubie interakcyjnym Junior Rotary Club. Po kończeniu zajęć w szkole w Sale praktykowała w Epworth Hospital w Richmond. Następnie podjęła studia w Christchurch w Nowej Zelandii; ukończyła je z dyplomem położnej.
Pierwszy raz startowała w wyborach w 1983 roku, jednak bezskutecznie. Trzy lata później wystartowała po raz kolejny, tym razem uzyskując mandat poselski. Sprawowała go w latach 1986–1992 i 1995–1997, czyli przez cztery kadencje. Reprezentowała okręg wyborczy Anetan. Pełniła funkcję ministra finansów (1986-1989), ministra zdrowia oraz przewodniczącej Parlamentu Nauru. Do czasu wyboru Charmaine Scotty (2013) była jedyną parlamentarzystką w dziejach Nauru. Związana zawodowo z Nauru Chronicle.
Pod koniec pierwszej dekady XXI wieku została mianowana przewodniczącą komisji mającej sprawować nadzór nad propozycjami reform konstytucyjnych. Zakładane reformy ostatecznie nie zostały wprowadzone w życie, gdyż zostały odrzucone w referendum konstytucyjnym, które odbyło się w lutym 2010 roku.